# Modo de articulación

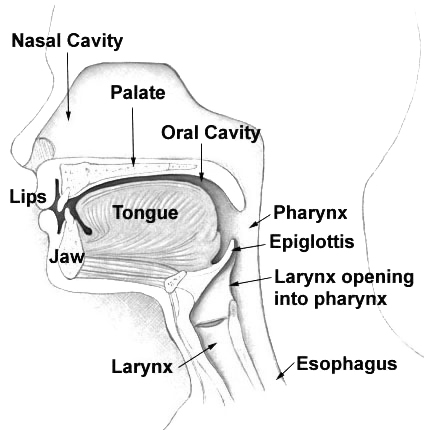
Tracto vocal humano.

En fonética articulatoria, el modo de articulación describe la manera en que un obstáculo se opone a la salida del aire durante la emisión de un sonido del habla, es decir, cómo los órganos articulatorios del lenguaje, tales como la lengua y los labios, se configuran para producir sonidos. Un aspecto fundamental del modo de articulación es el grado de constricción en la salida del aire; por este motivo, generalmente el concepto se aplica solo a las consonantes, ya que en las vocales la constricción siempre es pequeña. Para cualquier punto de articulación (el lugar donde se pone el obstáculo), puede haber diversos modos y, por lo tanto, distintas consonantes homorgánicas.

## Clasificación global
Existen varias clasificaciones para las consonantes según el modo de articulación. A grandes rasgos pueden clasificarse en obstruyentes y sonantes. Las consonantes obstruyentes se producen mediante una obstrucción considerable a la salida del aire. Típicamente, son sordas, pero las obstruyentes sonoras son también muy comunes. Las obstruyentes incluyen las oclusivas orales (o plosivas), las africadas y las fricativas. Por otro lado, las consonantes producidas con modos que no conllevan obstrucción se denominan sonantes, ya que casi siempre son sonoras. Las sonantes incluyen las nasales, las líquidas, las aproximantes y también las vocales y semivocales. Las sonantes sordas no son muy comunes, pero se hallan en lenguas como el galés, el griego clásico (escritas como "rh"), el tibetano (el grupo "lh" de Lhasa) y el inglés ("wh" en los dialectos que distinguen which de witch).
Las sonantes también se llaman resonantes, y ciertos lingüistas prefieren este término, relegando sonante para las resonantes no vocoides (es decir, las nasales y las líquidas, pero no las vocales y semivocales). 
Otro sistema común, distingue entre consonantes interruptas (oclusivas orales y nasales) y continuas (todas las demás). Las africadas se enmarcan en ambas categorías, puesto que son secuencias compuestas por una oclusiva y una fricativa.
Uno de los posibles parámetros del modo es la constricción, es decir, cuánto se aproximan los órganos del habla. El resto de parámetros entran en juego para la producción de sonidos tipo r (vibrantes simples y múltiples), y las sibilantes, que se incluyen dentro de las fricativas. A menudo el modo incluye la nasalidad y la lateralidad, sin embargo, algunos fonetistas las consideran independientes. Empezando con la mayor constricción, los sonidos del habla pueden clasificarse en la siguiente escala: oclusivas (con oclusión, o bloqueo, del flujo de aire), fricativas (con la salida de aire parcialmente bloqueada y, por tanto, turbulenta), aproximantes (con una leve turbulencia, sin fricción), y vocales (con salida del aire sin obstáculos). A lo largo de la historia, los sonidos pueden deslizarse por esta escala hacia una constricción menor, en un proceso llamado lenición o debilitamiento.
Una clasificación sencilla de los fonemas consonánticos por el modo de articulación es la siguiente:
{\displaystyle Consonante\left\{{\begin{array}{l}bucal\left\{{\begin{array}{l}obstruyente\left\{{\begin{array}{l}oclusiva\\fricativa\\africada\end{array}}\right.\\l{\acute {\imath }}quida\left\{{\begin{array}{l}lateral\\vibrante\left\{{\begin{array}{l}simple\\m{\acute {u}}ltiple\end{array}}\right.\\\end{array}}\right.\\\end{array}}\right.\\nasal\end{array}}\right.}

## Obstruyentes

### Oclusivas
Las oclusivas, explosivas u oclusivas orales (o, a menudo, solo "oclusivas"), son aquellas consonantes en las que hay una oclusión (bloqueo) completa de las cavidades oral y nasal del tracto vocal, por lo que no fluye el aire. En español tenemos, por ejemplo, /p t k/ (sordas) y, en algunas posiciones, /b d g/ (sonoras). Si la consonante es sonora, esta resonancia es el único sonido realizado durante la oclusión; si es sorda, la consonante es totalmente silenciosa. Lo que oímos como /p/ o /k/ es el efecto que el inicio de la oclusión tiene en la vocal anterior y la liberación del aire, con el efecto que esta tiene en la vocal siguiente. La forma y posición de la lengua (el punto de articulación) determinan cavidad resonante que da a las diferentes oclusivas sus sonidos característicos. Todas las lenguas cuentan con este tipo de consonantes.

#### Aspiradas.
Las oclusivas pueden dividirse además en aspiradas y no aspiradas, que se caracterizan por la producción de un soplo (un ruido sordo, que se consigue manteniendo la glotis abierta durante la explosión) entre la explosión y la vocal siguiente. Si la aspiración es muy fuerte, las aspiradas tienden a pasar al grupo de las africadas.

### Africadas
Una africada es una consonante que comienza como una oclusiva, pero que al soltar el aire se convierte en una fricativa. En español, las letras "ch" en "chucho" e "y" en "cónyuge"; en italiano "zz" en "pizza"; en alemán "pf" en "Pfad" y en nahuátl "tl" pueden representar consonantes africadas. Las africadas, generalmente, se comportan como un estadio intermedio entre oclusivas y fricativas, pero fonéticamente son secuencias de oclusiva + fricativa.
En nahuátl y otras lenguas existen africadas laterales.

### Fricativas
En las fricativas se produce una fricción continua en el punto de articulación, sin que la salida del aire se vea interrumpida totalmente en ningún momento. Ejemplos de fricativas son /f, s/ en español (sordas) o /v, z/ en inglés (sonoras). La mayoría de las lenguas cuentan con consonantes fricativas, aunque muchas solo tienen una /s/. Sin embargo, las lenguas indígenas de Australia prácticamente no tienen ningún tipo de fricativas en sus inventarios.

#### Sibilantes
Las sibilantes son un tipo de consonantes fricativas que se caracterizan porque el aire es guiado por un surco de la lengua hacia los dientes, creando un sonido agudo y particular. Son el tipo de fricativas más comunes con diferencia.
Las fricativas con punto de articulación coronal pueden ser sibilantes o no, aunque lo más normal es que lo sean. En español contamos con el fonema /s/. Su variante sonora, /z/, aparece en ciertas combinaciones, pero no tienen valor fonológico en nuestro idioma.

## Sonantes

### Nasales
En las oclusivas nasales, a menudo denominadas simplemente nasales, se produce una oclusión total de la cavidad oral, y el aire pasa a través de la nariz. La forma y posición de la lengua determinan la cavidad resonadora que da a las diferentes nasales sus sonidos característicos. En español contamos con las nasales /m, n/ entre otras. Prácticamente todas las lenguas cuentan con consonantes nasales, a excepción del área de Puget Sound y una lengua de la Isla Bougainville. 
El flujo de aire nasal puede añadirse como parámetro independiente a cualquier sonido del habla; y a pesar de que lo más común es encontrarlo en oclusivas nasales y vocales nasales, también hay casos de fricativas, vibrantes y aproximantes nasales. Cuando un sonido no es nasal se llama oral. Las oclusivas orales suelen denominarse explosivas o, simplemente, oclusivas, mientras que las oclusivas nasales suelen denominarse simplemente nasales.

### Líquidas
Las consonantes líquidas son las más parecidas a las vocales. Se articulan con el tracto abierto, como las vocales, y, aunque existe algún obstáculo, dicho obstáculo no impide la salida del aire por los espacios que deja libres. Las consonantes líquidas se dividen en laterales y vibrantes.

#### Laterales
Las laterales dejan salir el aire por uno o dos costados de la lengua. Las laterales más comunes son aproximantes, pero la lateralidad puede combinarse con otros modos, dando lugar a vibrantes, fricativas y africadas laterales.
Las aproximantes laterales, a menudo denominadas simplemente laterales, son un tipo de aproximante pronunciado con uno o dos costados de la lengua. El sonido /l/ del español es una lateral típica. Junto con las vibrantes (o róticas), que tienen un comportamiento similar en muchas lenguas, forman la clase de líquidas. 
Las fricativas laterales son un tipo bastante raro de fricativas, en el que la fricción ocurre en uno o ambos lados de la lengua. L "ll" del galés y la "hl" del zulú son fricativas laterales.

#### Vibrantes
Se produce mediante la vibración de un órgano elástico, como la glotis, la lengua o la úvula, que obstruye y abre el paso al aire de forma rápida y repetida.

##### Simples
Las vibrantes simples, (taps o flaps en inglés), se producen mediante una oclusión momentánea de la cavidad oral. La "r" de "cura" es una vibrante simple en español. en este grupo es posible encontrar también consonantes laterales.

##### Múltiples
Las vibrantes múltiples, se producen manteniendo el órgano articulatorio (normalmente la lengua, pero también la úvula) en una posición y haciéndolo vibrar con la corriente de aire. La "rr" del español en "perro" es una vibrante múltiple. 
Dado que este parámetro es independiente de la constricción es posible combinarlos, dando lugar a fricativas o africadas vibrantes.

### Aproximantes
Las aproximantes se producen de forma similar a las fricativas, pero con menos obstrucción, no siendo muy diferentes de las semivocales. En español, las oclusivas sonoras (/b, d, g/) se realizan generalmente como fricativas ([β, ð, ɣ]) o, más a menudo, como aproximantes ([β̞, ð̞, ɣ˕]), por ejemplo en posición intervocálica.

#### Semiconsonantes
Una semiconsonante es un tipo de aproximante pronunciada como una vocal, pero con la lengua más próxima al paladar, de modo que se forma una ligera turbulencia. En español /w/ (escrita "u") es la semiconsonante equivalente a la vocal /u/; y /j/ (escrita "i" o "y"), la equivalente a /i/. 
En ocasiones también se denominan semivocales, pero se suele preferir usar este término para el segundo componente de los diptongos, en sonidos vocálicos no silábicos que no tienen la constricción de las aproximantes.

## Consonantes no pulmonares
Todos los modos de articulación mencionados hasta aquí se pronuncian con un mecanismo aerodinámico denominado pulmonar egresivo, lo que significa que el aire fluye hacia afuera impulsado por los pulmones (en realidad por las costillas y el diafragma). Existen otros mecanismos aerodinámicos, que incluyen:

### Eyectivas
Las eyectivas, que son glotalizadas eyectivas (o glotalizadas egresivas), en las que la corriente de aire viaja impulsada por un movimiento hacia arriba de la glotis, en vez de por los pulmones o el diafragma. Las explosivas, las africadas y, ocasionalmente, las fricativas, pueden ocurrir como eyectivas. Todas las eyectivas son sordas.

### Implosivas
Las implosivas, que son glotalizadas ingresivas. En estas consonantes la glotis se mueve hacia abajo, pero pueden utilizarse simultáneamente los pulmones (para sonorizar), y en ciertas lenguas el aire no fluye hasta la boca. Las oclusivas orales implosivas no son raras, pero las africadas y fricativas implosivas son poco comunes. Las implosivas sordas también son raras.

### Chasquidos
- Los chasquidos, también llamados clics, que son consonantes velarizadas ingresivas. En ellas la lengua se utiliza para crear un vacío en la boca, haciendo que el aire salga disparado cuando la oclusión (lengua o labios) se deshace. Los chasquidos pueden ser orales o nasales, oclusivos o africados, centrales o laterales y sonoros o sordos. Son muy escasos en el vocabulario normal fuera de África del Sur. Un chasquido utilizado en español es, por ejemplo, el sonido que hacemos a los bebés para que se duerman o se queden tranquilos.